# Hồng lâu mộng (phim truyền hình 1996)
Hồng lâu mộng (紅樓夢) là bộ phim truyền hình do Công ty truyền hình Trung Hoa (CTS) tại Đài Loan sản xuất, kịch bản do Đình Á Dân biên tập. Năm 1990 bắt đầu tiến hành quay, công chiếu từ tháng 11 năm 1996 đến tháng 10 năm 1997, tổng cộng 73 tập. Bộ phim được quay ở Thượng Hải Đại Quan Viên, phần kết kịch bản theo đúng như 40 hồi tục biên của Cao Ngạc chứ không cải biên, đồng thời có tham khảo các bản phê bình Thạch đầu ký của Chi Nghiễn Trai, đó là điểm khác biệt do với bản phim Hồng lâu mộng năm 1987.

## Diễn viên

### Bảo Ngọc và Kim Lăng thập nhị thoa
- Giả Bảo Ngọc: Chung Bản Vĩ
- Lâm Đại Ngọc: Trương Ngọc Yến
- Tiết Bảo Thoa: Châu Lâm Lâm
- Vương Hy Phượng: Từ Quý Anh
- Sử Tương Vân: Vương Ngọc Linh[1]
- Giả Nguyên Xuân: Thanh Lan Hoa
- Giả Nghênh Xuân: Lý Tinh Dao
- Giả Thám Xuân: Mao Huấn Dung
- Giả Tích Xuân: Vương Giai Lợi
- Tần Khả Khanh: Trương Quỳnh Tư
- Lý Hoàn: Lý Uy Nghi
- Diệu Ngọc: Hồ Huệ Linh

### Vinh Quốc phủ
- Giả mẫu: Phó Bích Huy
- Giả Xá: Mưu Hy Tông
- Hình phu nhân: Kim Sĩ Hội
- Giả Chính: Phó Lôi
- Vương phu nhân: Hàn Tương Cầm
- Giả Liễn: Từ Nãi Lân
- Bình Nhi: Đổng Văn Phần
- Vưu Nhị Thư: Chu Tiểu Vân
- Thu Đồng: Tống Thuỵ Lệ
- Triệu di nương: Tằng Á Quân
- Giả Hoàn: Trần Hạo
- Uyên Ương: Kha Thục Cần
- Tiểu Hồng: Dương Quỳnh Hoa
- Giả Vân: Từ Kiến Vũ
- Giả Thuỵ: Lưu Việt Địch
- Phong Nhi: Trần Vĩ
- Tứ Nhi (con Tư): Lâm Chính Văn
- Truỵ Nhi: Hoàng Bội Chân
- Hổ Phách: Trương Nghi Phân
- Nhập Hoạ: Ngô Trinh
- Vượng Nhi: Phí Vân
- Thuý Lũ: Hứa Thục Bình
- Thái Vân: Hoàng Ninh Mẫn
- Xuân Yến: Trần Quế Liên
- Tư Kỳ: Lãnh Băng Băng
- Hưng Nhi: Vương Du
- Tập Nhân: Tiêu Ngải
- Tình Văn: Dương Khiết Mai
- Xạ Nguyệt: Lam Đình Lệ
- Thu Văn: Tằng Tâm Di
- Dính Yên: Tần Vĩ
- Lý Quý: Trương Hiếu Hưng
- Tử Quyên: Chu Thừa Phương
- Tuyết Nhạn: Đường Hình

### Ninh Quốc phủ
- Giả Trân: Phạm Hồng Hiên
- Vưu Thị: Bảo Chính Phương
- Giả Dung: Văn Suý
- Thuỵ Châu: Tống Khánh Trinh
- Bảo Châu: Hoàng Thiến Như

### Tiết phủ
- Tiết Di ma: Phương Ngọc
- Tiết Bàn: Lý Hựu Lân
- Oanh Nhi: Giang Đại Ân
- Hương Lăng: Trương Thanh Tuệ
- Hình Tụ Yên: Trì Hoa Quỳnh

### Các diễn viên khác
- Tưởng Ngọc Hàm: Thi Vũ
- Liễu Tương Liên: Thang Chí Vĩ
- Vưu Tam Thư: Mã Thế Lợi
- Giả Vũ Thôn: Phùng Hải
- Lưu lão lão: Đường Kỳ
- Cảnh ảo tiên cô: Trương Quỳnh Tư
- Hoà thượng chốc đầu: Bành Kháp Kháp
- Đạo sĩ chân què: Lưu Đức Khải